# Begonia donkelaariana
Begonia donkelaariana là một loài thực vật có hoa trong họ Thu hải đường. Loài này được Lem. mô tả khoa học đầu tiên năm 1851.